# Десмидорхис
Десмидорхис (лат. Desmidorchis) — род суккулентных растений семейства Кутровые (Apocynaceae) произрастающий на территории Африки и Аравийского полуострова. Входит в трибу Стапеливые (Stapelieae).

## Ботаническое описание

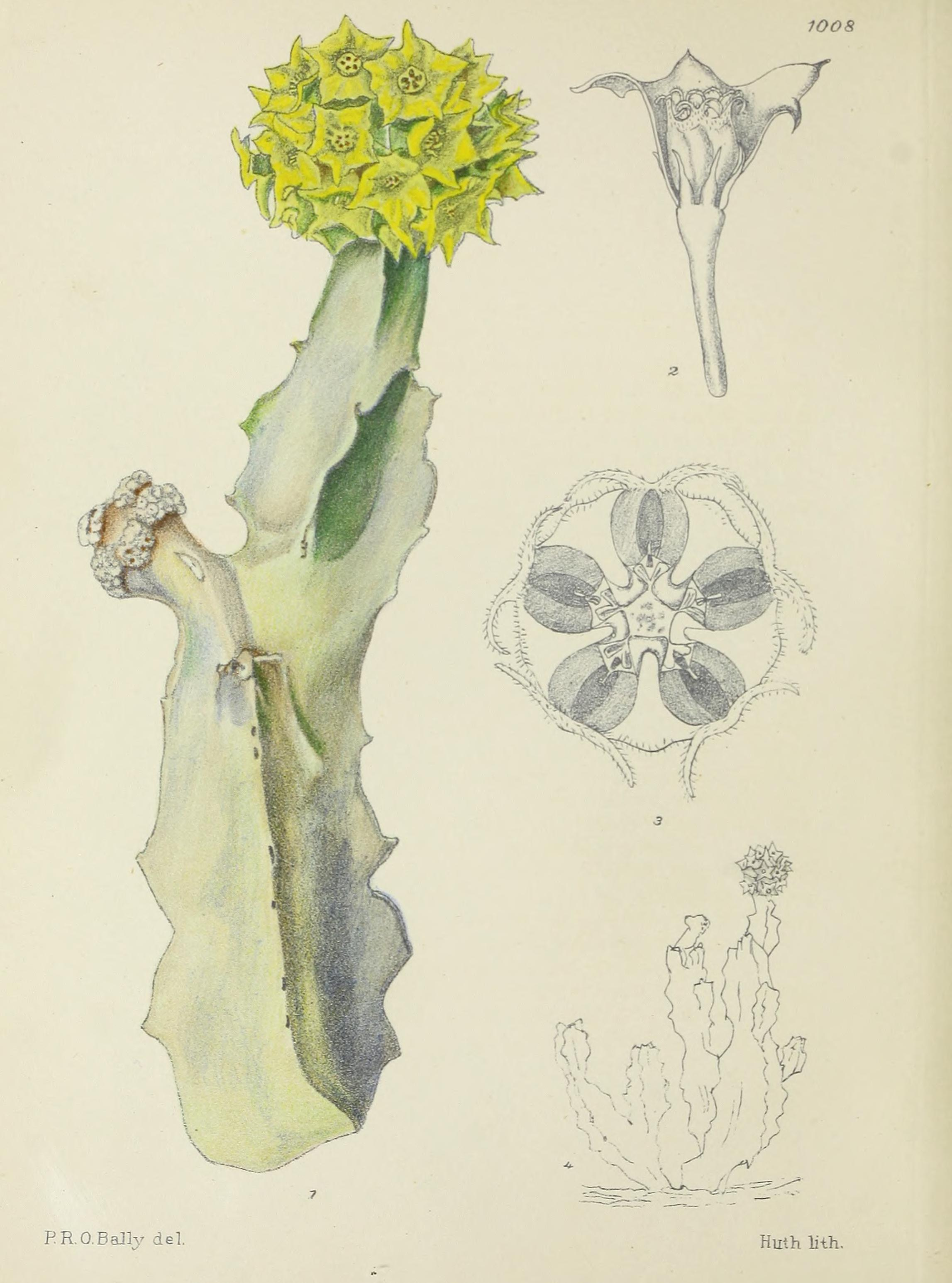
Ботаническая иллюстрация вида Desmidorchis somalica

Представители рода Десмидорхис растут как стеблевые суккулентные многолетники. Они имеют гладкие, сине-зеленые или светло-коричневые, цилиндрические стебли, безволосые, с четырьмя острыми краями, достигающие высоты роста от 20 до 120 см и стоящие вместе группами. Стебли содержат прозрачный млечный сок.
Соцветия верхушечные, простые, обычно содержат от 10 до 80 (у вида Desmidorchis aucheriana до 200) неприятно пахнущих цветков с одновременным раскрытием на очень короткой ножке. Цветки радиально-симметричные, пятичленные, с двойным околоцветником и обоеполыми пятью свободными чашелистиками, не превышающими длину трубки венчика. Длина лепестков от 1,5 до 3 см, плоские, колоколообразные, слитые между четвертью и половиной своей длины, с гладкими или реснитчатыми краями венчика. Внутренняя сторона лепестков пятнисто-зеленая или желтая; поверхность может быть гладкой (Desmidorchis flava), бородавчатой, морщинистой, с сосочками (Desmidorchis foetida, Desmidorchis awdeliana) или волосистой. Внешняя сторона лепестков зеленая.
Листовки, обычно расположенные попарно под углом от 0 до 60° друг к другу, длиной от 10 до 15 см и диаметром от 6 до 10 мм. В поперечном сечении они имеют яйцевидную, веретеновидную или карандашевидную форму. Семена имеют яйцевидную форму, длиной от 5 до 9 мм и шириной от 3 до 6 мм, длиной от 2,5 до 3,5 см.
Число хромосом: 2n = 22 (исследовано у Desmidorchis foetida и Desmidorchis flava).

## Распространение
Произрастает в Африке — Алжир, Буркина-Фасо, Чад, Джибути, Эритрея, Эфиопия, Гана, Кения, Мали, Мавритания, Марокко, Нигер, Нигерия, Сенегал, Сомали, Судан, Танзания, Уганда, и Аравийском полуострове — Оман, Саудовская Аравия и Йемен.

## Таксономия
Desmidorchis Ehrenb., первое упоминание в Linnaea 4: 94 (1829), nom. cons..

### Синонимы
Гетеротипные (основанные на разных номенклатурных типах):
- Crenulluma Plowes (1995)
- Desmidochus Rchb. (1828), orth. var.
- Sarcocodon N.E.Br. (1878)

### Виды
Подтвержденные виды по данным сайта Plants of the World Online на 2023 год:
- Desmidorchis adenensis (Deflers) Meve & Liede
- Desmidorchis arabica (N.E.Br.) Meve & Liede
- Desmidorchis aucheriana (Decne.) Kuntze
- Desmidorchis awdeliana (Deflers) Meve & Liede
- Desmidorchis edithae (N.E.Br.) Plowes
- Desmidorchis flava (N.E.Br.) Meve & Liede
- Desmidorchis foetida (E.A.Bruce) Plowes
- Desmidorchis impostor Jonkers
- Desmidorchis lavrani (Rauh & Wertel) Meve & Liede
- Desmidorchis penicillata (Deflers) Plowes
- Desmidorchis retrospiciens Ehrenb.typus
- Desmidorchis somalica (N.E.Br.) Plowes
- Desmidorchis speciosa (N.E.Br.) Plowes
- Desmidorchis tardellii Mosti & Raffaelli

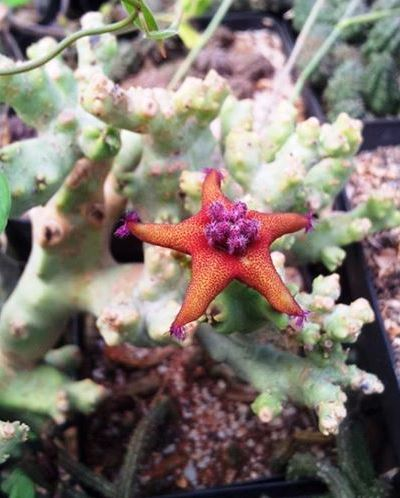
Desmidorchis lavrani
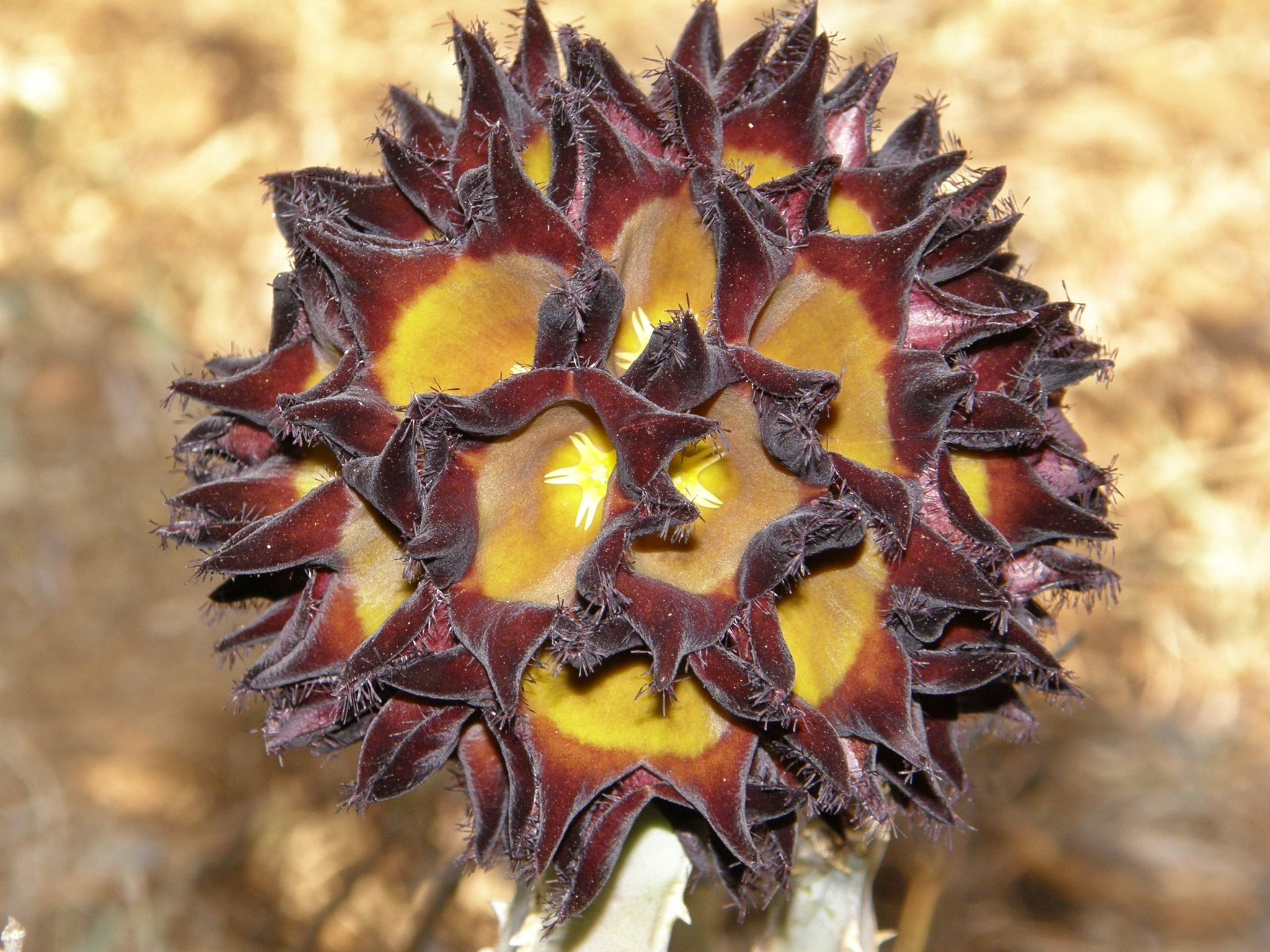
Desmidorchis speciosa